# Calculus Made Easy
Calculus Made Easy is een boek over Wiskundige analyse, oorspronkelijk gepubliceerd in 1910 door de Britse wetenschapper Silvanus Thompson. Het staat bekend als een klassieke introductie tot het onderwerp en is in 1998 geüpdatet door Martin Gardner. De originele tekst, nu in het Publiek domein, is nog steeds beschikbaar, terwijl de 1998-editie notities voor moderne lezers en aanpassingen aan Amerikaanse terminologie en valuta bevat.